# المازم (عبري)
المازم منطقة سكنية تقع في ولاية عبري، التابعة لمحافظة الظاهرة في سلطنة عمان. يقدر عدد سكانها بـ 645 نسمة حسب إحصاء عام 2010 التابع للمركز الوطني للإحصاء والمعلومات الحكومي. رمز المنطقة هو 100140310.

## الساحل المتصالح
تقع المازم في المنطقة الداخلية الغربية، وتتمتع بموقعٍ تاريخيٍّ بين الساحل المتصالح (الإمارات العربية المتحدة حاليًا) وسلطنة عُمان. وقد وضعها هذا الموقع الاستراتيجي على مفترق طرقٍ للتحالفات القبلية المتغيرة ومناطق النفوذ الإقليمية. وهي مُدرجةٌ في الخرائط التاريخية، مثل الخريطة 4أ: المنطقة الغربية.
يتميز بلوش الظاهرة، المتمركزون في المازم، عن غيرهم من السكان البلوش في المنطقة. فعلى عكس البلوش الذين هاجروا من مكران (إقليم عُماني سابق، والآن في باكستان) للعمل كمرتزقة أو للاستقرار كتجار على طول سواحل عمان والإمارات المتصالحة، طوّر بلوش المازم هويةً قبليةً وأرض رعيٍ حصرية (دار). إنهم مسلمون سنة، ويتحدثون العربية، ويُظهرون أنماط استيطان راسخة، مما يدل على اندماجهم مع الهياكل القبلية العربية المحلية مع الحفاظ على هوية مجتمعية فريدة.
في أوائل القرن العشرين، أصبح بلوش المازم محور صراع إقليمي كان له تداعيات أوسع على السياسات القبلية للإمارات المتصالحة. في العقد الأول من القرن، نشأ صراع بين البلوش وحماتهم السابقين، بني قتب. هاجم بنو قتب المازم، مما أدى إلى سقوط ضحايا وطلب البلوش المساعدة من الشيخ زايد بن خليفة حاكم أبوظبي.
ردًا على ذلك، حشد زايد بن خليفة قواته في فبراير 1906، بهدف الدفاع عن البلوش والمطالبة بالدية من بني قتب. أدى هذا الحادث إلى تصعيد التوترات بين زعماء القبائل والحكام في جميع أنحاء المنطقة. من الجدير بالذكر أن راشد بن أحمد، الحاكم الشاب لأم القيوين، دعم بني قتب كوسيلة لتأكيد نفوذه في الشؤون القبلية الداخلية، متحديًا سلطة زايد.
تم تجنّب حرب قبلية شاملة عندما انعقد اجتماع لحكام الإمارات المتصالحة وشيوخ القبائل في الخوانيج، بالقرب من دبي، في أبريل 1906. أسفرت هذه القمة عن اتفاقية مكتوبة تُحدّد مناطق النفوذ القبلي، وتُكلّف زايد بن خليفة بمتابعة شكاوى البلوش، الذي فوّض المهمة إلى واليه أحمد بن هلال.
كما شارك بلوش المازم في صراعات سابقة على السلطة، مثل نزاع وادي حتا عام 1905، الذي شهد تنافسًا على النفوذ في المناطق النائية. خلال هذه الفترة، مهدت صراعات قبلية مختلفة (بما في ذلك بناء حصن بني قتب والتدخل في طرق القوافل) الطريق لخلافات متكررة شملت حكامًا متعددين، لا سيما حكام دبي والبريمي وأم القيوين وأبو ظبي.
ويعكس انخراط المازم وسكانها المتكرر في هذه الأحداث دور القرية كمحفز لمفاوضات سياسية أوسع نطاقًا ووساطة بريطانية، بما في ذلك تدخل الرائد كوكس، المقيم السياسي البريطاني، عام 1907.

## الوصلات الخارجية
- المركز الوطني للإحصاء والمعلومات، سلطنة عمان